# مرد یخی (فیلم ۱۹۸۴)
مرد یخی (انگلیسی: Iceman), یک فیلم علمی تخیلی درام (فیلم و تلویزیون) آمریکایی در سال ۱۹۸۴ از یونیورسال پیکچرز به کارگردانی فرد شپیسی، نویسنده جان دریمر و چیپ پروسر، و با بازی تیموتی هاتن، لینندسی کروس و جان لون. این فیلم به دنبال کشف یک نئاندرتال غارنشین ماقبل تاریخ است که در یخ منجمد شده و پس از اینکه دانشمندان بتوانند او را به زندگی بازگردانند چه اتفاقی می‌افتد. این فیلم رنگی با صدای دالبی دیجیتال فیلمبرداری شده و مدت زمان آن ۱۰۰ دقیقه است. نسخه DVD در سال ۲۰۰۴ منتشر شد.